# Astragalus gifanicus
Astragalus gifanicus är en ärtväxtart som beskrevs av Maassoumi och Dieter Podlech. Astragalus gifanicus ingår i släktet vedlar, och familjen ärtväxter. Inga underarter finns listade i Catalogue of Life.